# Лупекин, Герман Антонович
Ге́рман Анто́нович Лупе́кин (Но́виков) (1901, Киев — 1940, Москва) — руководящий сотрудник органов НКВД Ленинграда и Сибири, начальник Управления НКВД по Ростовской области, старший майор государственной безопасности (1937). Входил в состав особых троек УНКВД СССР. Расстрелян 29 января 1940 года. Не реабилитирован.

## Биография
Родился в русской семье грузчика и прачки Новиковых (в анкетах писал , что украинец). Учился 5 лет в 2-классном городском училище, которое не окончил, затем — 6 месяцев в школе юнг, которую также не окончил.
Состоял в РКП(б) с 10 октября 1919 до января 1920 года, затем с января 1921 года.
Трудовую деятельность начал в 1916 году подручным слесаря в мастерских г. Киева, в 1917 году подручный слесаря в Кронштадте.
С 1918 по сентябрь 1920 года служил в Красной Армии, рядовой, командир взвода, военком отряда. Попал в плен к частям Белой армии в сентябре 1920 года, был приговорён к смертной казни, совершил побег.
В органах ВЧК-ГПУ-НКВД с 1920 года : с 15 октября 1920 до 1923 года уполномоченный по информации Особого отдела ВЧК Чёрного и Азовского морей, Запорожской губернской ЧК, начальник информации Политического бюро ЧК Больше-Токмакского уезда, уполномоченный по информации особого дивизионного пункта Особого отдела ГПУ 7-й стрелковой дивизии, Особого отдела Секретно-оперативной части ГПУ при СНК Крымской АССР, помощник начальника информационного отделения Секретно-оперативной части Полномочного представительства ОГПУ по Крыму.
В 1926—1927 годах в распоряжении Полномочного представительства ОГПУ по Казахстану, начальник секретно-оперативной части, заместитель начальника Акмолинского губотдела ГПУ, начальник информационного отдела Акмолинского губотдела ГПУ. В 1927—1928 годах начальник информационного отдела Полномочного представительства ОГПУ по Казахстану. В 1928—1930 годах начальник информационного отдела Полномочного представительства ОГПУ по Сибирскому краю.
В 1930—1931 годах начальник информационного отдела ПП ОГПУ по Западно-Сибирскому краю. В 1931—1932 годах начальник секретно-политического отдела ПП ОГПУ по Западно-Сибирскому краю.
В 1932—1934 годах начальник секретно-политического отдела Полномочного представительства ОГПУ по Белорусской ССР. В 1933—1934 годах начальник экономического отдела ПП ОГПУ по Белорусской ССР.
В 1934—1935 годах заместитель начальника Управления НКВД по Курской области. В 1935—1937 годах начальник секретно-политического — IV отдела УГБ Управления НКВД по Ленинградской области.
В январе-феврале 1937 года начальник Управления НКВД по Башкирской АССР, в феврале-марте нарком внутренних дел Башкирской АССР.
В апреле-сентябре 1937 года начальник Управления НКВД по Восточно-Сибирской области. Этот период отмечен вхождением в состав особой тройки, созданной по приказу НКВД СССР от 30.07.1937 № 00447 и активным участием в сталинских репрессиях.
Начальником управления НКВД по Восточно-Сибирской области назначен Герман Антонович Лупекин. Как писала «Восточно-Сибирская правда», он «вскрывает и тщательно до конца выкорчевывает правотроцкистских диверсантов и шпионов, агентов фашизма, пытавшихся продать трудящихся Восточно-Сибирской области в рабство японско-германскому фашизму». Вместе с Г. А. Лупекиным прибыла его команда в составе лейтенантов А. Е. Дьячкова, М. П. Бучинского, 3. И. Желонкиной, Ю. С. Степина, Ю. И. Попова, И. Д. Верещагина, старших лейтенантов П. В. Сарычева, А. Н. Троицкого, младших лейтенантов Е. М. Копова, К. Р. Руденко.
В сентябре 1937 года — январе 1938 года начальник Управления НКВД по Иркутской области. С 31 января 1938 года начальник Управления НКВД по Ростовской области.
Арестован 7 июля 1938 года (арест оформлен только 13 ноября 1938 года) ГУГБ НКВД СССР как «участник антисоветской заговорщической организации в органах НКВД» (по показаниям его бывшего начальника по Сибири, Белоруссии и Ленинграду Л. М. Заковского). Внесён в список Л. Берии от 16 января 1940 года по 1-й категории. Военной коллегией Верховного суда СССР 28 января 1940 года осуждён к расстрелу. Приговор приведён в исполнение в ночь на 29 января 1940 года. Вместе с Лупекиным была расстреляна группа руководящих сотрудников региональных управлений НКВД (П. А. Коркин, С. Т. Матузенко, С. П. Попов и др.). Место захоронения — могила невостребованных прахов № 1 крематория Донского кладбища. За грубые нарушения законности в период работы в органах НКВД в пересмотре его дела и реабилитации отказано.

## Звания
- майор государственной безопасности, 25.12.1935;
- старший майор государственной безопасности, 10.04.1937.

## Награды
- знак «Почётный работник ВЧК—ГПУ (V)» № 547;
- знак «Почётный работник ВЧК—ГПУ (XV)», 20.12.1932;
- орден Ленина, 19.12.1937;[8] (лишен посмертно Указом Президиума ВС СССР от 24.01.1941).
- медаль «XX лет РККА», 22.02.1938.